# Olavi Virta
Olavi Virta, seudónimo de Oskari Olavi Ilmen (Sysmä, 27 de febrero de 1915-Tampere, 14 de julio de 1972), fue un cantante finlandés, llamado «el rey del tango finlandés». 
Grabó seiscientas canciones entre 1939 y 1966. Sus principales éxitos fueron las canciones Punatukkaiselle tytölleni, Ennen kuolemaa (Avant de mourir), Täysikuu, Hopeinen Kuu (Guarda Che Luna) y los tangos Satumaa y La Cumparsita, que fue disco de oro. 
Su repertorio incluye canciones populares finesas, tangos, boleros y piezas de jazz. Ganó tres discos de oro y participó en veinte películas. En 1972, Peter von Bagh realizó un documental sobre su vida.